# جغدهای انباری
جغدهای انباری (نام علمی: Tyto) نام یک سرده از تیره جغدان انبار است.